# Nafría la Llana
Nafría la Llana es una localidad de la provincia de Soria, partido judicial de Soria, comunidad autónoma de Castilla y León, España. Pueblo de la Comarca de Soria que pertenece al municipio de Golmayo.

## Historia
El censo de Pecheros de 1528, en el que no se contaban eclesiásticos, hidalgos y nobles, registraba la existencia de 18 pecheros, es decir unidades familiares que pagaban impuestos. Pertenecía a la Comunidad de villa y tierra de Calatañazor.
A la caída del Antiguo Régimen la localidad se constituye en municipio constitucional en la región de Castilla la Vieja, partido de Soria  que en el censo de 1842 contaba con 36 hogares y 140 vecinos.
A mediados del siglo XIX crece el municipio porque incorpora a La Muela, contaba entonces con 79 hogares y 342 habitantes.
A finales del siglo XX este municipio desaparece porque se integra en Golmayo, contaba entonces con 27 hogares y 108 habitantes.

## Geografía humana

### Demografía
| Gráfica de evolución demográfica de Nafría del Llano entre 1842 y 1960 |
| |
| Población de derecho según los censos de población del INE Población de hecho según los censos de población del INEEn este censo se denominaba Navafríalallana: 1842 En este censo se denominaba Nafría Lallana: 1857 Entre el censo de 1857 y el anterior, crece el término del municipio porque incorpora a 425071 (La Muela) Entre el censo de 1970 y el anterior, este municipio desaparece porque se integra en el municipio 42095 (Golmayo) |

En el año 1981 contaba con 84 habitantes, concentrados en el núcleo principal, pasando a 26 habitantes (INE 2000) y a 21 en  2014.
Su ayuntamiento se halla agrupado al de Golmayo.

## Lugares de interés
- Iglesia parroquial de San Blas, iglesia románica de mitad del siglo XII.